# Rajna Ferenc
Rajna Ferenc, 1900-ig Reiner (Solt, 1861. január 28. – Budapest, 1933. április 21.) magyar újságíró, színműíró, színházigazgató.

## Élete
Reiner Rudolf és Hacker Rozália gyermekeként született izraelita családban. Középiskolai tanulmányait Budapesten és Bécsben, az egyetemet Budapesten végezte. 1883-tól munkatársa volt a Harmónia című kritikai lapnak, később szerkesztette is. 1886-tól tárcaíróként, illetve színházi és képzőművészeti kritikusként dolgozott a Neues Pester Journal-nál. 1922-től színikritikus lett a Pester Lloydnál, vezette annak színházi rovatát. 1900–1901-ben igazgató volt a Magyar Színházban. Számos német és francia színművet és operettet fordított le magyarra, valamint magyar darabokat is fordított németre. Több operettszöveg szerzője, ő írta az első magyar színpadi revüt is (Ex-lex, Heltai Jenő verseivel, bemutatta a Magyar Színház, 1905-ben.). 1922-ben a Pester Lloyd színházi referenseként dolgozott.
Felesége Singer Franciska (1864–1940) volt, akit 1911. június 12-én Budapesten, az Erzsébetvárosban vett nőül.

## Színművei
- A milliomos nő, operett egy felvonásban. Zenéjét szerezte: Bátor Szidor és Hegyi Béla. Bemutató: 1887. január, Népszínház.
- Egy görbe nap, bohózat. Bemutató: 1897. június, Városligeti Színkör.
- Asszonyregiment, látványos zenés bohóság 3 felvonásban. Zenéjét szerezte: Rosenzweig Vilmos. Bemutató: 1899. november 24., Magyar Színház.
- A pesti utca, énekes fővárosi életkép 3 felvonásban. Zenéjét szerezte: Verő György. Bemutató: 1900. november 14., Magyar Színház.
- A hajdúk hadnagya, operett 3 felvonásban
- Ex-lex, látványos revü 6 képben. Társszerző: Heltai Jenő. Bemutató: 1905. március 14., Magyar Színház.
- Rab Mátyás, daljáték 3 felvonásban. Zenéjét szerezte: Czobor Károly. Bemutató: 1906. október 26., Népszínház.
- A Hradzsin foglya, színmű.
- Tiszti fruska, vígjáték 1 felvonásban. Bemutató: 1907. november 27., Vígszínház.
- Táncos huszárok, operett 3 felvonásban: Zenéjét szerezte: Szirmai Albert. Bemutató: 1910. január 7., Király Színház.
- A mexikói leány, operett 3 felvonásban. Zenéjét szerezte: Szirmai Albert. Bemutató: 1912. december 11., Király Színház.
- Szépasszony kocsisa, operett 3 felvonásban. Zenéjét Kulinyi Ernő verseire szerezte: Czobor Károly. Bemutató: 1923. május 19., Blaha Lujza Színház.

## Szakmunkája
- Budapester Theater Dekameron I-II. (Színészek, énekesnők stb. önéletrajza, 2 kötetben.) Budapest, 1925.

## Librettói
- Czobor Károly: Hajdúk hadnagya (1904)
- Szépasszony kocsisa (1923)